# (52293) Mommsen
(52293) Mommsen ist ein Asteroid des äußeren Hauptgürtels, der von den deutschen Astronomen Freimut Börngen und Lutz D. Schmadel am 12. Oktober 1990 am Observatorium Tautenburg (IAU-Code 033) im Thüringer Tautenburger Wald entdeckt wurde.
Der mittlere Durchmesser des Asteroiden wurde mithilfe des Wide-Field Infrared Survey Explorers (WISE) mit 9,967 (±0,143) km berechnet. Die Albedo mit 0,035 (±0,007) lässt auf eine dunkle Oberfläche schließen.
Die Bahn des Asteroiden wurde 2003 gesichert, so dass eine Nummerierung vergeben werden konnte. (52293) Mommsen wurde am 1. Mai desselben Jahres auf Vorschlag von Freimut Börngen nach dem deutschen Historiker Theodor Mommsen benannt, der als einer der bedeutendsten Altertumswissenschaftler des 19. Jahrhunderts gilt. 1902 erhielt er den Nobelpreis für Literatur für sein Werk Römische Geschichte.